# Robin Glen-Indiantown (Míchigan)
Robin Glen-Indiantown es un lugar designado por el censo ubicado en el condado de Saginaw en el estado estadounidense de Míchigan. En el Censo de 2010 tenía una población de 722 habitantes y una densidad poblacional de 134,34 personas por km².

## Geografía
Robin Glen-Indiantown se encuentra ubicado en las coordenadas 43°27′43″N 83°50′13″O / 43.46194, -83.83694. Según la Oficina del Censo de los Estados Unidos, Robin Glen-Indiantown tiene una superficie total de 5.37 km², de la cual 5.37 km² corresponden a tierra firme y (0%) 0 km² es agua.

## Demografía
Según el censo de 2010, había 722 personas residiendo en Robin Glen-Indiantown. La densidad de población era de 134,34 hab./km². De los 722 habitantes, Robin Glen-Indiantown estaba compuesto por el 92.38% blancos, el 1.8% eran afroamericanos, el 0.42% eran amerindios, el 0.55% eran asiáticos, el 0% eran isleños del Pacífico, el 1.8% eran de otras razas y el 3.05% pertenecían a dos o más razas. Del total de la población el 8.86% eran hispanos o latinos de cualquier raza.